# Freaks
Freaks — второй студийный альбом британской рок-группы «Pulp», вышедший в 1987 году.

## Об альбоме
Диск затрагивает более «темные» темы и имеет более мрачное звучание, чем его предшественник It. Рассел Сеньор поет на «Fairground» и «Anorexic Beauty». «Master of the Universe» был выпущен как сингл в альтернативной версии, названной «санированной версией», где слова «занимается мастурбацией», заменены на «прозябает». «I Want You» — единственная песня с альбома, которая исполняется на концертах, особенно в ходе UK Forest Tour летом 2002. Этот альбом был переиздан лейблом Fire в 2012 году вместе с It 1983 года и Separations 1992 года. Переиздание включает новое оформление и надпись на обложке диска.

## Синглы
«They Suffocate At Night» (январь 1987)

## Список композиций
1. «Fairground»
2. «I Want You»
3. «Being Followed Home»
4. «Master Of The Universe»
5. «Life Must Be So Wonderful»
6. «There’s No Emotion»
7. «Anorexic Beauty»
8. «The Never-Ending Story»
9. «Don’t You Know»
10. «They Suffocate At Night»

- Truth and Beauty: The Story of Pulp by Mark Sturdy (Omnibus Press)